# Liste des maires de Mantes-la-Jolie

L’hôtel de ville de Mantes-la-Jolie

Cette liste recense les maires successifs de la ville de Mantes-la-Jolie, sous-préfecture des Yvelines, depuis la fin du XIIe siècle jusqu'à nos jours. 
Avant l’érection de Mantes en tant que commune en 1110, une communauté de douze commerçants administrait la ville. Après l’avènement de la charte communale de 1110, un maire est placé à leur tête afin d’améliorer la gestion de ville. Au départ, l’élection est annuelle, puis à partir du XVIe siècle, les maires sont désignés par le gouverneur de la ville. Après la Révolution, les dates des élections se calquent sur le calendrier national. 
Cette liste a été établie par Eugène Grave, un archiviste mantais de la fin du XIXe siècle et du début du XXe siècle. Elle est gravée sur une plaque, à l’entrée de l’hôtel de ville. Il y a un certain nombre de lacunes et d’imprécisions car les sources anciennes sont très rares. 

## XIIesiècle
| Début du mandat | Fin du mandat | Nom                | Parti | Notes |
| --------------- | ------------- | ------------------ | ----- | ----- |
| 1196            | -             | Mathias le Boucher |       |       |
| 1197            | -             | Martin             |       |       |

## XIIIesiècle
| Début du mandat | Fin du mandat | Nom                    | Parti | Notes |
| --------------- | ------------- | ---------------------- | ----- | ----- |
| 1206            | -             | Léon Renoud            |       |       |
| 1208            | -             | Mathias Renoarth       |       |       |
| 1209            | -             | Gauthier               |       |       |
| 1210            | -             | Barthélémy de la Rive  |       |       |
| 1219            | -             | Jean Aschon (ou Ascon) |       |       |
| -               | -             | Robert d'Arnouville    |       |       |
| -               | -             | Nicolas Bagot          |       |       |
| 1266            | -             | Michel de Porcheville  |       |       |
| 1294            | -             | Eudes Ogier            |       |       |

## XIVesiècle
| Début du mandat | Fin du mandat | Nom                    | Parti | Notes |
| --------------- | ------------- | ---------------------- | ----- | ----- |
| 1303            | -             | Arnout                 |       |       |
| 1306            | -             | Jean Bout du Monde     |       |       |
| 1308            | -             | Guillaume d'Arnouville |       |       |
| 1327            | -             | Adam Pèlerin           |       |       |
| 1340            | -             | Michel de Porcheville  |       |       |
| 1361            | -             | Pierre le Breton       |       |       |
| 1363            | -             | Arnoul de Bachambre    |       |       |
| 1370            | -             | Pierre Guernier        |       |       |
| 1373            | -             | Pierre le Breton       |       |       |
| 1374            | -             | Jehan Pèlerin          |       |       |
| 1377            | -             | Jehan d'Escauville     |       |       |
| 1378            | -             | Thibault Ripernel      |       |       |
| 1380            | -             | Jehan de Chauvincourt  |       |       |
| 1381            | -             | Jehan Pèlerin          |       |       |
| -               | -             | Martin le Vignereux    |       |       |
| 1383            | -             | Thibault Ripernel      |       |       |
| 1385            | -             | Robert Desplains       |       |       |
| 1386            | -             | Jehan de Chauvincourt  |       |       |
| 1387            | -             | Jehan Pèlerin          |       |       |
| 1388            | -             | Jehan de Chauvincourt  |       |       |
| 1390            | -             | Jehan Pèlerin          |       |       |
| 1392            | -             | Thibault Ripernel      |       |       |
| 1393            | -             | Jehan Pèlerin          |       |       |
| 1397            | -             | Michel Ogier           |       |       |

## XVesiècle
| Début du mandat | Fin du mandat | Nom                  | Parti | Notes |
| --------------- | ------------- | -------------------- | ----- | ----- |
| 1401            | -             | Denis d'Escauville   |       |       |
| 1406            | -             | Michel Ogier         |       |       |
| 1408            | -             | Guillaume Aupers     |       |       |
| 1411            | -             | Pierre Mauterne      |       |       |
| 1415            | -             | Denis d'Escauville   |       |       |
| 1418            | -             | Michel Ogier         |       |       |
| 1421            | -             | Michel Aupers        |       |       |
| 1424            | -             | Michel Ogier         |       |       |
| 1426            | -             | Robert Pèlerin       |       |       |
| 1428            | -             | Guillaume Aupers     |       |       |
| 1429            | -             | Jehan d'Escauville   |       |       |
| 1430            | -             | Guillaume Aupers     |       |       |
| 1438            | -             | Denis de Heuqueville |       |       |
| 1439            | -             | Guillaume Aupers     |       |       |
| 1440            | -             | Jacques le Ventrier  |       |       |
| -               | -             | Guillaume Aupers     |       |       |
| 1443            | -             | Jacques le Ventrier  |       |       |
| 1444            | -             | Guillaume Aupers     |       |       |
| 1445            | -             | Guy le Gentilhomme   |       |       |
| 1446            | -             | Jacques Siresmes     |       |       |
| 1448            | -             | Jacques le Ventrier  |       |       |
| 1450            | -             | Jehan Aupers         |       |       |
| 1451            | -             | Jacques Siresmes     |       |       |
| 1452            | -             | Jehan Varin          |       |       |
| 1453            | -             | Denis de Heuqueville |       |       |
| 1454            | -             | Michel Cointerel     |       |       |
| 1459            | -             | Robert Beroust       |       |       |
| 1460            | -             | Jehan Aupers         |       |       |
| 1461            | -             | Jehan Varin          |       |       |
| 1462            | -             | Robert Dunesmes      |       |       |
| 1465            | -             | Christophe Grimont   |       |       |
| 1466            | -             | Denis d'Escauville   |       |       |
| 1467            | -             | Denis le Ventrier    |       |       |
| 1469            | -             | Robert Dunesmes      |       |       |
| 1471            | -             | Jehan Pèlerin        |       |       |
| 1474            | -             | Robert Dunesmes      |       |       |
| 1477            | -             | Denis le Ventrier    |       |       |
| 1478            | -             | Jehan Pèlerin        |       |       |
| 1482            | -             | Nicole Grimont       |       |       |
| 1484            | -             | Robert Dunesmes      |       |       |
| 1485            | -             | Jehan Pèlerin        |       |       |
| 1488            | -             | Jehan le Fèvre       |       |       |
| 1489            | -             | Jacques Faroul       |       |       |
| 1492            | -             | Robert Dunesmes      |       |       |
| 1494            | -             | Jehan de Chèvremont  |       |       |
| 1496            | -             | Guillaume Deü        |       |       |
| 1498            | -             | Guillaume le Fèvre   |       |       |
| 1499            | -             | Guillaume Deü        |       |       |

## XVIesiècle
| Début du mandat | Fin du mandat | Nom                         | Parti | Notes |
| --------------- | ------------- | --------------------------- | ----- | ----- |
| 1500            | -             | Jacques Faroul              |       |       |
| 1502            | -             | Jacques le Ventrier         |       |       |
| 1503            | -             | Jacques Faroul              |       |       |
| 1505            | -             | Christophe Grimont          |       |       |
| 1506            | -             | Jacques Faroul              |       |       |
| 1508            | -             | Christophe Grimont          |       |       |
| 1510            | -             | Jacques Faroul              |       |       |
| 1512            | -             | Jehan Cointerel             |       |       |
| 1512            | -             | Jacques Chambort            |       |       |
| 1513            | -             | Jehan Cointerel             |       |       |
| 1514            | -             | Jacques Faroul              |       |       |
| 1514            | -             | Jehan Cointerel             |       |       |
| 1516            | -             | Nicolle/Nicolas le Ventrier |       |       |
| 1519            | -             | Denis Grimont               |       |       |
| 1521            | -             | Nicolle le Ventrier         |       |       |
| 1522            | -             | Jacques le Ventrier         |       |       |
| 1523            | -             | Denis Grimont               |       |       |
| 1524            | -             | Jehan le Fèvre              |       |       |
| 1525            | -             | Denis Cointerel             |       |       |
| 1527            | -             | Regnault Chambort           |       |       |
| -               | -             | Nicolle le Ventrier         |       |       |
| 1528            | -             | Regnault Chambort           |       |       |
| 1529            | -             | Jehan Varin                 |       |       |
| 1531            | -             | Regnault Chambort           |       |       |
| 1532            | -             | Eustache Grimont            |       |       |
| 1534            | -             | Marin Grimont               |       |       |
| 1536            | -             | Nicolle le Ventrier         |       |       |
| -               | -             | Jehan le Fèvre              |       |       |
| 1538            | -             | Denis Robert                |       |       |
| 1539            | -             | Marin Grimont               |       |       |
| 1543            | -             | Nicolas Petit               |       |       |
| 1544            | -             | Jacques le Ventrier         |       |       |
| 1547            | -             | Jehan Varin                 |       |       |
| 1550            | -             | Jacques Chambort            |       |       |
| 1553            | -             | Roland Guesdon              |       |       |
| 1555            | -             | Nicolas Petit               |       |       |
| 1556            | -             | Nicolas Viel                |       |       |
| 1557            | -             | Nicolas Petit               |       |       |
| 1559            | -             | Jehan Fizeau                |       |       |
| 1562            | -             | René le Fèvre               |       |       |
| 1564            | -             | Christophe Martin           |       |       |
| 1566            | -             | Nicolas Houze               |       |       |
| 1567            | -             | Charles le Pelletier        |       |       |
| 1569            | -             | Guillaume Daret             |       |       |
| 1572            | -             | Charles Robert              |       |       |
| 1574            | -             | Nicolas Viel                |       |       |
| 1577            | -             | Charles le Pelletier        |       |       |
| 1578            | -             | Jehan Daret                 |       |       |
| 1581            | -             | René le Fèvre               |       |       |
| 1584            | -             | Nicolas Chambort            |       |       |
| 1585            | -             | Nicolas Viel                |       |       |
| 1588            | -             | Le Pelletier                |       |       |
| 1589            | -             | Faroul                      |       |       |
| 1590            | -             | Eustache Apoil              |       |       |
| 1591            | -             | Marin Guernier              |       |       |
| 1592            | -             | Jacques Barquillet          |       |       |
| 1594            | -             | Marin le Ber                |       |       |
| 1596            | -             | Charles Larcher             |       |       |
| 1597            | -             | Eustache Apoil              |       |       |
| 1599            | -             | Antoine Bonnineau           |       |       |

## XVIIesiècle
| Début du mandat | Fin du mandat | Nom                      | Parti | Notes           |
| --------------- | ------------- | ------------------------ | ----- | --------------- |
| 1601            | -             | Jacques Barquillet       |       |                 |
| 1603            | -             | Guy Cailly               |       |                 |
| 1605            | -             | Guillaume Daret          |       |                 |
| 1606            | -             | Charles Larcher          |       |                 |
| 1610            | -             | Marin Gouel              |       |                 |
| 1612            | -             | Jehan Barquillet         |       |                 |
| 1614            | -             | Eustache Apoil           |       |                 |
| 1616            | -             | Christophe Servant       |       |                 |
| 1617            | -             | Jean Barquillet          |       |                 |
| 1618            | -             | Mathurin Mallebranche    |       |                 |
| 1620            | -             | Nicolas le Masson        |       |                 |
| 1623            | -             | Christophe Servant       |       |                 |
| 1626            | -             | Nicolas Viel             |       |                 |
| 1628            | -             | Eustache Apoil           |       |                 |
| 1629            | -             | Salomon Faroul           |       |                 |
| 1630            | -             | Le Maire de Flicourt     |       |                 |
| 1634            | -             | Le Fèvre de Flicourt     |       |                 |
| 1635            | -             | Charles Barquillet       |       |                 |
| 1637            | -             | Jacques Faroul           |       |                 |
| 1639            | -             | Jean Lecouturier         |       |                 |
| 1640            | -             | Nicolas Barquillet       |       |                 |
| 1642            | -             | Catherin Brunet          |       |                 |
| 1644            | -             | David Bouret             |       |                 |
| 1646            | -             | Jacques Vathonne         |       |                 |
| 1648            | -             | Pierre Letourneur        |       |                 |
| 1650            | -             | Nicolas Fournier         |       |                 |
| 1652            | -             | Étienne Bouret           |       |                 |
| 1655            | -             | Jean Gilles de Champagne |       |                 |
| 1658            | -             | Eustache le Maire        |       |                 |
| 1661            | -             | Marin Gouel              |       |                 |
| 1663            | -             | Antoine Camus            |       |                 |
| 1666            | -             | Christophe Petit         |       |                 |
| 1667            | -             | Denis Lenoir             |       |                 |
| 1670            | -             | Jean Servant             |       |                 |
| 1673            | -             | Nicolas Bezanson         |       |                 |
| 1676            | -             | Jacques Vathonne         |       |                 |
| 1678            | -             | Jacques de Moriencourt   |       |                 |
| 1681            | -             | François Servant         |       |                 |
| 1684            | -             | Jean Bouret              |       |                 |
| 1687            | -             | Le Maire de Flicourt     |       |                 |
| 1690            | -             | Le Maire de Flicourt     |       |                 |
| 1691            | -             | Jacques de Moriencourt   |       |                 |
| 1692            | -             | Guillaume Lenoir         |       | Maire perpétuel |

## XVIIIesiècle
| Début du mandat | Fin du mandat | Nom                       | Parti | Notes           |
| --------------- | ------------- | ------------------------- | ----- | --------------- |
| 1718            | -             | Le Maire                  |       |                 |
| 1720            | -             | Le Bœuf                   |       |                 |
| 1724            | -             | Pierre Roblastre          |       |                 |
| 1727            | -             | De Moriencourt            |       |                 |
| 1731            | -             | Jean-Baptiste Servant     |       |                 |
| 1737            | -             | Pierre Roblastre          |       | Maire perpétuel |
| 1756            | -             | Desmé                     |       | Maire perpétuel |
| 1760            | -             | Jacques le Goux           |       |                 |
| 1762            | -             | Guy de la Buhoterie       |       |                 |
| 1765            | 1771          | Bouret                    |       |                 |
| 1772            | 1790          | Blin d'Aubervilliers      |       |                 |
| 1790            | 1790          | Pierre Charles Cheddé     |       |                 |
| 1790            | 1791          | Nicolas Delion            |       |                 |
| 1791            | 1792          | Thomas Aubé               |       |                 |
| 1792            | 1793          | Charles Desmé             |       |                 |
| 1793            | 1794          | Nicolas Delion            |       |                 |
| 1794            | 1795          | Jacques Pascal            |       |                 |
| 1795            | 1797          | Pierre Durand             |       |                 |
| 1797            | 1798          | Mustet                    |       |                 |
| 1798            | 1799          | Jean-Marie Vivenel        |       |                 |
| 1799            | 1802          | L. Framboisier de Beaunay |       |                 |

## XIXesiècle
| Début du mandat | Fin du mandat | Nom                    | Parti | Notes                             |
| --------------- | ------------- | ---------------------- | ----- | --------------------------------- |
| 1802            | 1807          | Eustache-Antoine Hua   |       |                                   |
| 1807            | 1813          | Pierre l'Évesque       |       |                                   |
| 1813            | 1816          | Louis Bidault          |       |                                   |
| 1816            | 1818          | Benjamin Grippière     |       |                                   |
| 1818            | 1824          | Jean Messague          |       |                                   |
| 1824            | 1829          | Louis Bidault          |       |                                   |
| 1829            | 1832          | Gilles Croix           |       |                                   |
| 1832            | 1844          | Nicolas Chevallier     |       |                                   |
| 1844            | 1850          | Eugène l'Évesque       |       | Donne son nom à la rue l'Évesque. |
| 1850            | 1855          | L. Renouard-Menneville |       |                                   |
| 1855            | 1865          | Eugène l'Évesque       |       |                                   |
| 1965            | 1969          | Jean Voland            |       |                                   |
| 1969            | 1873          | Pierre Renaud          |       |                                   |
| 1873            | 1877          | Ernest Godde           |       |                                   |
| 1877            | 1892          | Joseph Hèvre           |       | Donne son nom à la Place Hèvre.   |
| 1892            | 1900          | Frumence Lohy          |       |                                   |

## XXesiècle
|  | Début du mandat | Fin du mandat | Nom             | Parti | Notes                                                                                         |
|  | --------------- | ------------- | --------------- | ----- | --------------------------------------------------------------------------------------------- |
|  | 1900            | 1907          | Arsène Collet   |       |                                                                                               |
|  | 1907            | 1908          | Gabriel Dupont  |       |                                                                                               |
|  | 1908            | 1941          | Auguste Goust   |       | Donne son nom à la rue Auguste Goust.                                                         |
|  | 1942            | 1944          | Gaston Cheneau  |       |                                                                                               |
|  | 1944            | 1945          | Auguste Goust   |       |                                                                                               |
|  | 1945            | 1947          | Claude Gilliet  | PCF   | Mai 1945 : élu                                                                                |
|  | 1947            | 1953          | Jean-Paul David | PLE   | Octobre 1947 : élu 1947-1953 : député de Seine-et-Oise                                        |
|  | 1953            | 1959          | Jean-Paul David | PLE   | Mai 1953 : réélu 1953-1959 : député de Seine-et-Oise                                          |
|  | 1959            | 1965          | Jean-Paul David | PLE   | Mars 1959 : réélu 1959-1962 : député de Seine-et-Oise                                         |
|  | 1965            | 1971          | Jean-Paul David | PLE   | Mars 1965 : réélu                                                                             |
|  | 1971            | 1977          | Jean-Paul David | PLE   | Mars 1971 : réélu                                                                             |
|  | 1977            | 1983          | Paul Picard     | PS    | Mars 1977 : élu au premier tour                                                               |
|  | 1983            | 1889          | Paul Picard     | PS    | Mars 1983 : réélu                                                                             |
|  | 1989            | 1995          | Paul Picard     | PS    | Mars 1989 : réélu                                                                             |
|  | 1995            | 2001          | Pierre Bédier   | RPR   | Juin 1995 : élu au second tour 1995-1997 : député de la huitième circonscription des Yvelines |

## XXIesiècle
|  | Début du mandat | Fin du mandat | Nom                      | Parti             | Notes |
|  | --------------- | ------------- | ------------------------ | ----------------- | --- |
|  | 2001            | 2002          | Pierre Bédier            | RPR, puis UMP     | Mars 2001 : Pierre Bédier est réélu au premier tour de l'élection municipale du 11 mars |
|  | 2002            | 2004          | Michel Sevin             | UMP               | Juillet 2002 : Michel Sevin succède à Pierre Bédier, devenu secrétaire d'État aux Programmes immobiliers de la Justice |
|  | 2004            | 2005          | Pierre Bédier            | UMP               | Février 2004 : Pierre Bédier succède à Michel Sevin, à la suite de sa démission du gouvernement 2004-2005 : conseiller général des Yvelines pour le canton de Mantes-la-Jolie 2004-2005 : député de la huitième circonscription des Yvelines |
|  | 2005            | 2008          | Michel Vialay            | UMP               | Janvier 2005 : Michel Vialay succède à Pierre Bédier, devenu président du conseil général des Yvelines |
|  | 2008            | 2014          | Michel Vialay            | UMP               | Mars 2008 : Michel Vialay est réélu au premier tour de l'élection municipale du 9 mars 2009-2013 : conseiller général des Yvelines pour le canton de Mantes-la-Jolie                                                                         |
|  | 2014            | 2017          | Michel Vialay            | UMP, puis LR      | Mars 2014 : Michel Vialay est réélu au second tour de l'élection municipale du 23 mars |
|  | 2017            | 2020          | Raphaël Cognet           | LR, puis DVD      | Décembre 2017 : Raphaël Cognet succède à Michel Vialay, devenu député de la huitième circonscription des Yvelines |
|  | 2020            | 2022          | Raphaël Cognet           | DVD               | Mars 2020 : Raphaël Cognet est réélu au premier tour de l'élection municipale du 15 mars 2020-2022 : président de la communauté urbaine Grand Paris Seine et Oise                                                                            |
|  | 2022            | 2022          | Sidi El Haimer (intérim) | LR                | Janvier 2022 : Sidi El Haimer, premier adjoint au maire, devient maire par intérim à la suite de la démission de Raphaël Cognet et de plusieurs élus, provoquant une élection municipale partielle en mai 2022                               |
|  | 2022            | en cours      | Raphaël Cognet           | DVD puis Horizons | Mai 2022 : Raphaël Cognet est réélu au premier tour de l'élection municipale partielle du 15 mai 2022 |

## Compléments